# Amphithopsis depressa
Amphithopsis depressa is een vlokreeftensoort uit de familie van de Calliopiidae. De wetenschappelijke naam van de soort is voor het eerst geldig gepubliceerd in 1976 door Schiecke.